# 高階道順
高階 道順（たかしな の みちのぶ、生没年不詳）は、平安時代中期の貴族。従二位・高階成忠の子。官位は四位・但馬守。

## 経歴
一条朝初頭に六位蔵人を務めるが、この間の寛和2年（986年）に群盗に襲われ衣服を剥ぎ取られる被害に遭う。のち、丹波守を経て、右兵衛佐兼木工権頭を務めた。
長徳2年（996年）長徳の変が発生し、甥にあたる藤原伊周・隆家兄弟が左遷されると、道順も連座して右兵衛佐木工権頭を解かれて淡路権守に落とされる。ここで、伊周は左遷命令に対して重病と称して出立を拒み行方を眩ますが、この時に道順は伊周とともに愛宕山に逃れていた。
その後、道順は赦されて長保元年（999年）ごろ但馬守に任ぜられている。寛弘2年（1005年）以降諸記録に表れなくなることから、この頃没したか。堀河あたりに邸宅があり、没後藤原為任の手に渡ったという。

## 官歴
- 寛和2年（986年） 11月6日：見六位蔵人[4]
- 正暦4年（993年） 3月29日：見丹波守[5]
- 時期不詳：右兵衛佐兼木工権頭
- 長徳2年（996年）4月24日：淡路権守（左降）、元右兵衛佐木工権頭[5]
- 長保元年（999年） 10月15日：見但馬守[5]
- 寛弘元年（1004年） 5月11日：見但馬前司[6]
- 長和元年（1012年） 4月27日：故人[5]

## 系譜
- 父：高階成忠
- 母：不詳
- 生母不詳の子女、一説に母は清少納言。実父の藤原棟世没後、養女となったとする [7]。
  - 女子：小馬命婦- 藤原彰子女房[8]